# Metallyra rufobrunnea
Metallyra rufobrunnea là một loài bọ cánh cứng trong họ Cerambycidae.